# شاهزاده‌نشین ایبریا
شاهزاده‌نشین ایبریا ( گرجی: ქართლის საერისმთავრო   ) رژیمی اشرافی در اوایل قرون وسطی در منطقه مرکزی گرجستان در منطقه کارتلی بود که توسط نویسندگان کلاسیک پادشاهی ایبریا نامیده می‌شد. در دوره میان‌سلطنت بین قرن‌های ششم و نهم، زمانی که قدرت سیاسی پیشرو توسط شاهزادگانی اعمال می‌شد، این منطقه شکوفا شد. این شاهزاده‌نشین اندکی پس از سرکوب خاندان سلطنتی خسرویانی به دست شاهنشاه ساسانیان در حدود سال ۵۸۰ بنیانگذاری شد. این حکومت تا سال ۸۸۸ ادامه یافت، زمانی که پادشاهی توسط یکی از اعضای سلسله باگراتیونی اعاده شد. مرزهای آن به دلیل مقابله شاهزادگان این منطقه با پادشاهی ایرانیان، بیزانسی ها (روم)، خزرهای مهاجم، اعراب و همچنین دیگر فرمانروایان قفقاز همسایه در سراسر این دوره، همواره در نوسانات بسیار بود.
زمان شاهزاده‌نشین در تاریخ گرجستان، اوج دوران پیشرفته بودن این کشور بود. شاهزاده‌نشین شاهد شکل‌گیری نهایی کلیسای مسیحی گرجستان، اولین شکوفایی سنت ادبی در زبان مادری، ظهور خانواده گرجی باگراتید، و آغاز اتحاد فرهنگی و سیاسی مناطق مختلف فئودالی بود که با یکدیگر متحد می‌شدند. آنها در اوایل قرن یازدهم پادشاهی گرجستان را تشکیل دادند.

## تاریخ
هنگامی که پادشاه ایبریای بزرگ، پاکور سوم، در سال ۵۸۰ درگذشت، دولت ساسانی ایران به رهبری شاهنشاه هرمز چهارم (۵۷۸-۵۹۰) فرصت را غنیمت شمرد و سلطنت ایبری را لغو کرد.  سپس ایبریا به استانی ایرانی تبدیل شد که توسط یک مرزپان (فرماندار) برگزیده شده از طرف شاهنشاه ایران اداره می‌شد. اشراف ایبری بدون هیچ مقاومتی به این تغییر تن دادند،  در حالی که وارثان خاندان سلطنتی به قلعه‌های مرتفع خود - بزرگان خسرویانی در کاختی و شاخه جوانتر گوارامی‌ها در کلرجتی و جاواختی - عقب‌نشینی کردند. با این حال، کنترل مستقیم پارسیان باعث مالیات سنگین و ترویج قدرتمند مزدیسنا (دین زرتشت) در یک کشور عمدتاً مسیحی شد. در پی این رخدادها، هنگامی که موریس امپراتور روم شرقی در سال ۵۸۲ لشکرکشی خود را بر ضد ایرانیان آغاز کرد، اشراف ایبری از او درخواست کردند که به بازسازی و احیای سلطنت در این منطقه کمک کند. موریس به این درخواست پاسخ مثبت داد و در سال ۵۸۸، تحت الحمایه خود، گوارام اول از خاندان گوارامی‌ها را به عنوان فرمانروایی جدید به ایبریا فرستاد. با این حال، گوارام به عنوان پادشاه تاجگذاری نکرد، بلکه به عنوان یک شاهزاده، رهبر شناخته شد و در روم شرقی به او عنوان کوروپالات (عنوانی مختص مقامات بلندپایه) اعطا شد. معاهده بیزانس و ساسانی در سال ۵۹۱ این بازآرایی جدید را تأیید کرد اما ایبریا را در شهر تفلیس به بخش‌های تحت تسلط رومیان و ساسانیان تقسیم کرد. 
بنابراین، استقرار سلطنت نشان‌دهنده برتری شاهزاده‌نشین در ایبریا بود و راه حلی مصالحه در میان رقابت بیزانسی و ساسانی برای کنترل منطقه قفقاز بود. شاهزادگان رئیس ایبریا به عنوان مرجع سیاسی محلی پیشرو، باید توسط دربار روم شرقی در قسطنطنیه تأیید و پذیرفته می‌شدند. از آنها در منابع گرجی به گونه‌های مختلفی عنوان شده است، erist'avt'-mt'avari , eris-mt'avari , erist'avt'-erist'avi ، یا به سادگی erist'avi (به طور معمول در انگلیسی به عنوان "پرنس"، "آرچ-دوک یا "دوک" ترجمه می شود). بیشتر آن‌ها علاوه بر این با عناوین مختلف رومی/بیزانسی نیز معرفی شده بودند. برای نمونه، از چهارده شاهزاده رئیس، هشت نفر دارای شأن و مقام کروپالات بودند، که یکی از بالاترین عناوین رسمی در امپراتوری روم شرقی است. با این حال، تاریخ قرون وسطی گرجستان نشان می‌دهد که این شاهزادگان، اگرچه از وفاداری اشراف بزرگ برخوردار بودند، اما توانایی‌های اداری محدودی داشتند، زیرا آنها «نمی توانستند دوک‌های ایبریا را از دوک نشین‌های خود حذف کنند، زیرا آنها منشورهایی از شاهنشاه  یا از سوی امپراطور داشتند که آنها را در دوک نشینشان تأیید می‌کرد». 
امپراتوران بیزانس از طریق حمایت خود از حاکمیت ایبری، برای محدود کردن نفوذ ساسانی و سپس اسلام در قفقاز تلاش کردند، اما شاهزادگان ایبریا همیشه در خط طرفدار بیزانس خود ثابت قدم نبودند، و به دلیل مصلحت سیاسی، گاهی اوقات حاکمیت قدرت‌های منطقه‌ای رقیب روم (از جمله ساسانیان و اعراب مسلمان) را به رسمیت می‌شناختند.
جانشین گوارام، دومین شاهزاده استفن یکم، سیاست خود را به سمت ایران در تلاش برای یکپارچگی دوباره ایبریای بخش شده میان ایران و روم، تغییر جهت داد، اما زمانی که امپراتور بیزانس هراکلیوس در سال ۶۲۶ به تفلیس حمله کرد، این تصمیم او به قیمت جان او تمام شد هراکلیوس یکی از اعضای خاندان خسرویان را که بیشتر طرفدار بیزانس بود، بر تخت نشاند، که با این وجود، در دهه ۶۴۰ مجبور به به رسمیت شناختن حاکمیت خلیفه اموی شد، اما در دهه ۶۸۰ علیه هژمونی و حاکمیت اعراب قیام کرد، اما ناموفق بود. خسرویانی‌ها که از حاکمیت ایبریا خلع ید شده بودند، به خانواده خود در کاختی بازگردانده شدند، جایی که به عنوان شاهزادگان منطقه‌ای حکومت کردند تا اینکه در اوایل قرن نهم خاندان آن‌ها منقرض شد. گوارامی‌ها به قدرت بازگشتند و برای ادامه کار و حفظ حاکمیت، با دشواری مانور بین بیزانسی‌ها و اعراب روبرو شدند. اعراب که در درجه اول نگران حفظ کنترل شهرها و راه‌های تجاری بودند، آنها را از تفلیس که در آن یک امیر مسلمان در دهه ۷۳۰ مستقر شده بود، خلع ید کردند. سلسله‌های ایبریا در اوپلیستسیخه به قدرت می‌نشستند و از این رو آنها فقط قدرت محدودی را بر اربابان محلی گرجستان اعمال می‌کردند که در قلعه‌های کوهستانی خود مستقر بودند و درجه‌ای ناچیز از آزادی را از اعراب داشتند. گوارامی‌ها برای مدت کوتاهی توسط خاندان نرسیانیان بین ق. ۷۴۸ و ۷۷۹/۸۰، و یک بار برای همیشه در سال ۷۸۶ ناپدید شد. این سال شاهد سرکوب خونین اشراف شورشی گرجی بود که توسط خزیمه بن خاظم، نایب السلطنه (والی) اعراب در منطقه قفقاز سازماندهی شد.
انقراض گوارامی‌ها و نزدیک به انقراض خسروی‌ها به پسرعموهای پرانرژی آنها از خانواده باگراتید، در شخص آشوت اول (حکومت ۷۸۶/۸۱۳-۸۳۰) اجازه داد تا میراث خود را در بخش‌هایی از ایبریا جمع‌آوری و یکپارچه کنند. پس از پذیرفتن حمایت بیزانس، باگراتی‌ها از پایگاه خود در منطقه تائو-کلرجتی، ریاست دوره احیای فرهنگی و توسعه طلبی سرزمینی را بر عهده داشتند. در سال ۸۸۸، آدارناسه اول ، از باگراتیدها، که در درگیری‌های طولانی سلسله‌ای پیروز شده بود، با به‌عهده گرفتن عنوان پادشاه گرجی‌ها، موفق شد اقتدار سلطنتی گرجستان را بازگرداند. 

## شاهزادگان رئیس ایبریا
| شاهزاده‌ها       | دوره حکومت           | خاندان     |
| --------------- | -------------------- | ---------- |
| ۱. گوارام اول   | ۵۸۸ - ج. ۵۹۰         | گوارامیدها |
| ۲. استفان I     | ۵۹۰-۶۲۷              | گوارامیدها |
| ۳. Adarnase I   | ۶۲۷-۶۳۷/۶۴۲          | خسرویانی   |
| ۴. استفان دوم   | ۶۳۷/۶۴۲ – ج. ۶۵۰     | خسرویانی   |
| ۵. Adarnase II  | ۶۵۰–۶۸۴              | خسرویانی   |
| ۶. گوارام دوم   | ۶۸۴ - ج. ۶۹۳         | گوارامیدها |
| ۸. گوارام سوم   | ۶۹۳ - ج. ۷۴۸         | گوارامیدها |
| ۹. Adarnase III | ۷۴۸ - ج. ۷۶۰         | نرسیانیان  |
| ۱۰. نرس         | ۷۶۰-۷۷۲، ۷۷۵-۷۷۹/۷۸۰ | نرسیانیان  |
| ۱۱. استفان سوم  | ۷۷۹/۷۸۰-۷۸۶          | گوارامیدها |
| ۱۲. آشوت اول    | ۸۱۳–۸۳۰              | باگرایونی  |
| ۱۳. باگرات اول  | ۸۴۲/۸۴۳-۸۷۶          | باگرایونی  |
| ۱۴. دیوید I     | ۸۷۶–۸۸۱              | باگرایونی  |
| ۱۵. گرگن اول    | ۸۸۱–۸۸۸              | باگرایونی  |

## آلبوم عکس
معماری کلیسا در شاهزاده‌نشین

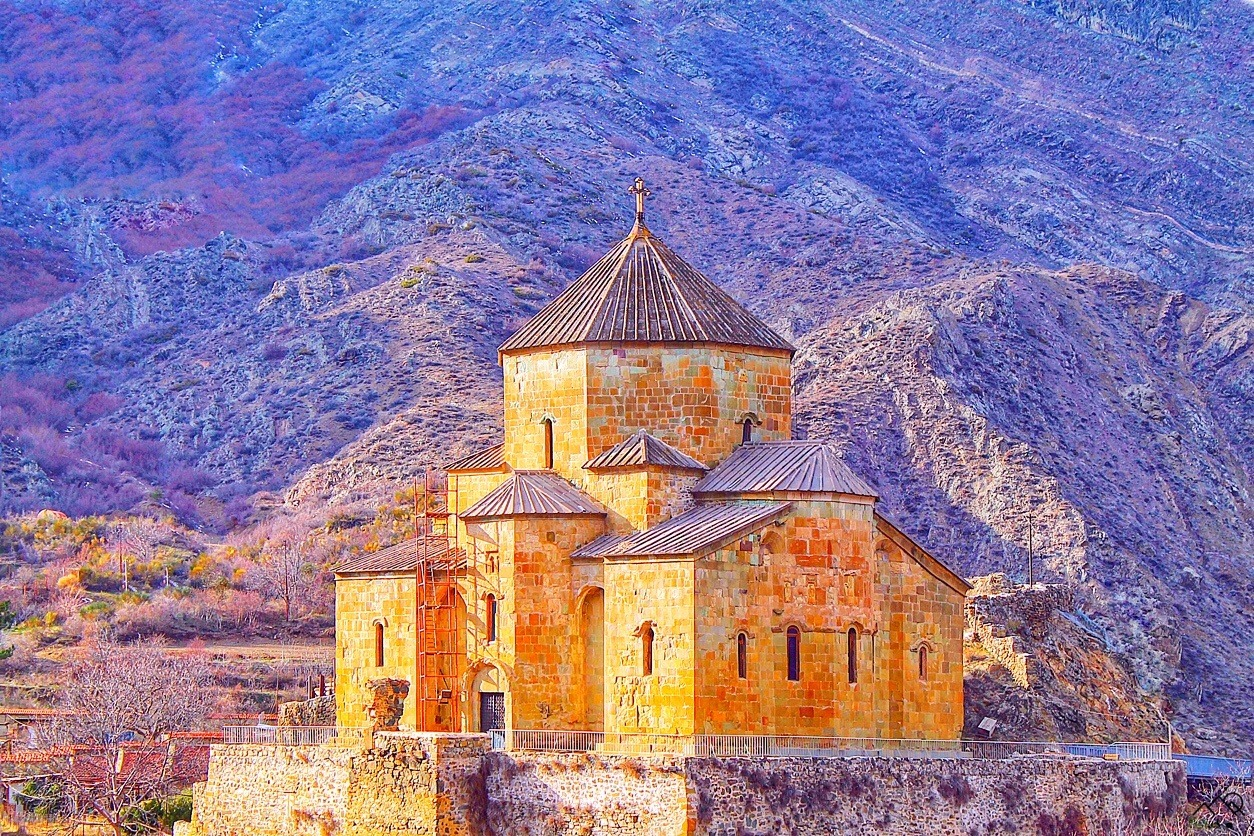
کلیسای آتنی سیونی، اوایل دهه ۶۰۰
خانقاه جواری، ۵۸۶-۶۰۵
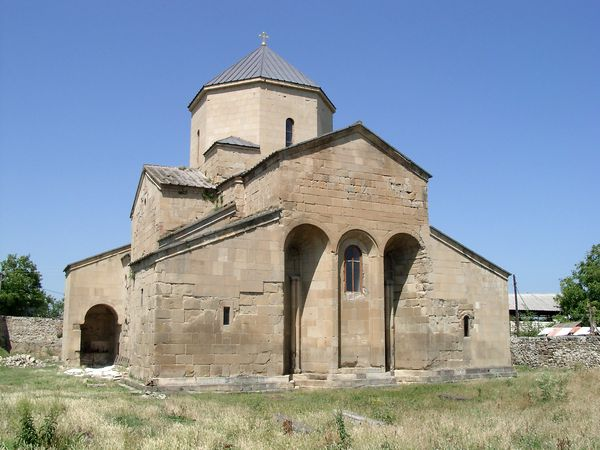
کلیسای تسرومی، ۶۲۶–۶۳۴

## یادداشت
1. 1 2 3 4  Suny, p. 25.
2. ↑  Toumanoff, p. 388.
3. ↑  Rapp, Stephen H., "Sumbat Davitis-dze and the Vocabulary of Political Authority in the Era of Georgian Unification", Journal of the American Oriental Society, 120.4 (October–December 2000), pp. 570–576.
4. ↑  Suny, p. 26.
5. ↑  Suny, p. 29.
6. ↑  Suny, p. 28.
7. ↑  Suny, pp. 29–30.